# Alfredo Campos (político, 1897)
Alfredo Campos (Florianópolis, 7 de outubro de 1897 — Blumenau, 26 de novembro de 1984) foi um político brasileiro.
Foi prefeito de Blumenau (1944 — 1945).
Foi deputado à Assembleia Legislativa de Santa Catarina na 1ª legislatura (1947 — 1951).